# Biorregión de América Central

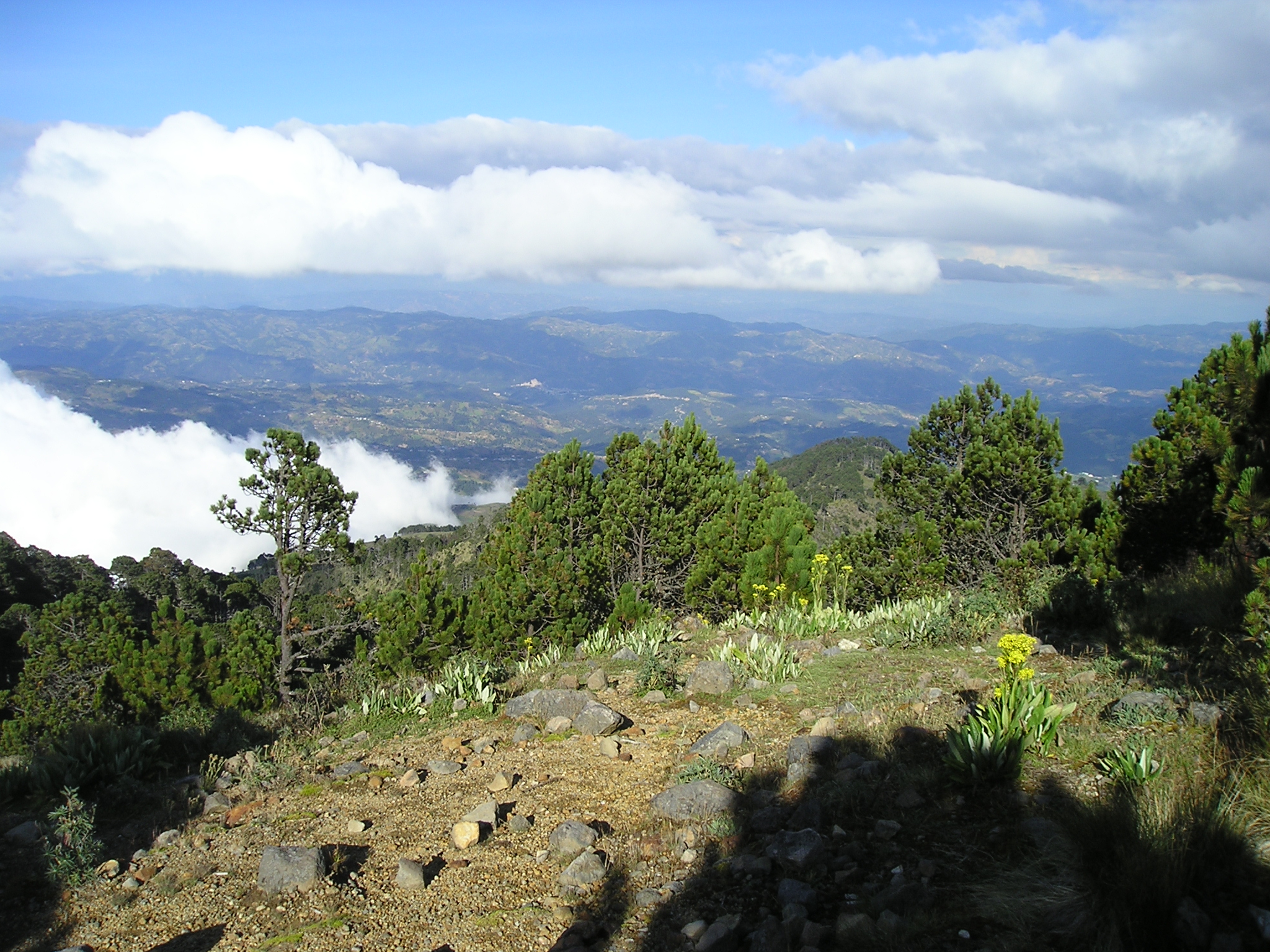
Pinus hartwegii. Volcán Tajumulco, Guatemala.

La biorregión de América Central es una región biogeográfica que comprende el sur de México y América Central. 
La biorregión cubre la parte sur de México, todo Belice, Costa Rica, El Salvador, Guatemala, Honduras y Nicaragua y todo excepto el este de Panamá. 
WWF define las bioregiones como "grupos geográficos de ecorregiones que pueden abarcar varios tipos de hábitat, pero que tienen fuertes afinidades biogeográficas, particularmente a niveles taxonómicos superiores al nivel de especie (género, familia)". 
La biorregión se encuentra en los trópicos y alberga bosques tropicales húmedos de hoja ancha, bosques tropicales secos de hoja ancha y bosques tropicales de coníferas. Las montañas más altas ubicadas en Guatemala albergan la mayoría de bosques montañosos de clima frío, praderas y matorrales. 
América Central conecta  América del Norte con América del Sur. El  puente terrestre se completó hace 2,8 millones de años, cuando se formó el Istmo de Panamá, que une los dos continentes por primera vez en decenas de millones de años. El Gran Intercambio Americano resultante de animales y plantas dio forma a la flora y fauna de la bioregión de América Central. 
Los mamíferos grandes incluyen el pecarí de labios blancos (Tayassu pecari), el tapir de Baird (Tapirus bairdii), el venado de cola blanca (Odocoileus virginianus), el saco rojo centroamericano (Mazama temama), el saco marrón de Yucatán (Mazama pandora), el oso hormiguero gigante (Myrmecophaga) tridactyla), perezoso de garganta marrón (Bradypus variegatus), jaguar (Panthera onca), puma (Puma concolor) y ocelote (Leopardus pardalis). 
Las plantas de origen sudamericano llegaron a dominar las tierras bajas tropicales de América Central, al igual que los peces e invertebrados de agua dulce sudamericanos. El 95% de los peces de agua dulce centroamericanos son de origen sudamericano, con solo el gar tropical (Atractosteus tropicus), tres clupeidos (Dorosoma), una catostomida (Ictiobus) y un ictalurido (Ictalurus) de origen norteamericano.
La vegetación de montaña de la región es distinta de la vegetación de tierras bajas e incluye especies con orígenes en América del Norte templada, incluidos robles (Quercus), pinos (Pinus) y alisos (Alnus), así como algunas especies con orígenes en el sur templado América, incluyendo Weinmannia y Drimys. 